# Unité mixte de service
En France, une unité mixte de service (UMS) est une entité administrative créée par la signature d'un contrat d'association entre un établissement d'enseignement supérieur (le plus souvent, une université) et un organisme de recherche (généralement le CNRS). Cette entité est contractuelle et dépourvue de personnalité juridique propre.

## Présentation
Ces « structures opérationnelles de service ont pour vocation, d'une part, de mettre des moyens matériels à la disposition des structures opérationnelles de recherche et, d'autre part, de mener des actions d'accompagnement de la recherche ».
Peuvent ainsi se constituer en UMS un observatoire océanologique (Banyuls, UMS 2348), une bibliothèque (Bibliothèque de sciences humaines et sociales Paris Descartes-CNRS, UMS 3036), une maison des mathématiques et de physique théorique comme l'Institut Henri Poincaré (CNRS-UPMC, UMS 839), un démonstrateur préindustriel (TWB), etc.
Une unité mixte de service est créée pour 4 ans. De telles structures concernent, sous des intitulés parfois différents, divers organismes publics de recherche :
- le Centre national de la recherche scientifique (CNRS) :
- l'Institut national de la santé et de la recherche médicale (INSERM) ;
- l'Institut national de recherche pour l'agriculture, l'alimentation et l'environnement (INRAE) ;
- le Centre de coopération internationale en recherche agronomique pour le développement (CIRAD) ;
- l'Institut de recherche pour le développement (IRD) ;
- l'Institut français de recherche pour l'exploitation de la mer (IFREMER).